# La verità nella bugia
La veritè nella bugia (La verdad de la mentira, en español) es una farsa giocosa per musica en un acto con música de Carlo Coccia y libreto de Giuseppe Maria Foppa. Se estrenó en octubre de 1809 en el Teatro San Moisè de Venecia.